# Óscar Humberto Mejía Víctores
El general Óscar Humberto Mejía Víctores (Ciutat de Guatemala, 9 de desembre de 1930-ibídem, 1 de febrer de 2016), sota el títol de Cap d'Estat, va ser governant de facto de la República de Guatemala durant el període comprès entre el 8 d'agost de 1983 i el 14 de gener de 1986. Sota el règim del general Mejía Víctores s'inicia el camí cap a la democratització del país, ja que es fa la convocatòria a eleccions presidencials després d'una seqüela de canvis violents entre règims militars.

## Biografia
Óscar Mejía Víctores va ser fill de Juan José Mejía i Alejandra Víctores de Mejía. Va ingressar a l'exèrcit a Guatemala, fent estudis en l'Escola Politècnica l'any de 1948, ostentant com a cavaller cadet el nombre d'antiguitat 1903, i es va graduar el 29 de març de 1953. La seva carrera militar va ser reeixida, fins a aconseguir el generalat.

## Ministre de la Defensa i Tribunals de Fur Especial
L'abril del 1982, en la cadena nacional de televisió, el president de facto de Guatemala, general Efraín Ríos Montt, va decretar una amnistia perquè l'esquerra subversiva deixés les armes. Després de l'escassa resposta a la seva petició, el 9 de juny Ríos Montt es va autoproclamar Cap d'Estat i va deposar els coronels Héctor Maldonado Schaad i Francisco Luis Martínez Gordillo del poder, mentre concentrava a tots els elements de l'exèrcit en les casernes properes a la capital, on descansen per un mes.
El 30 de juny de 1982, Ríos Montt, en un discurs titulat Estem disposats al fet que regni l'honestedat i la justícia, va dir que el govern s'adonava que hi havia guatemalencs que per temor a ser assassinats no van fer ús de l'amnistia, perquè els «camarades comunistes» s'havien declarat enemics d'aquestes poblacions i que per aquesta raó el govern anava a combatre a la subversió pels mitjans que volguessin, però que ho anaven a fer amb judicis oberts, completament justs, alhora que amb energia i amb rigor. Va informar que para tal efecte havia establert «tribunals de fur especial» que complirien amb aquest propòsit i va declarar que a partir d'aquest moment hi havia pena de mort per afusellament, pels quals segrestessin, provoquessin incendis, i ataquessin i danyessin instal·lacions de defensa. Finalment, va anunciar que a partir de l'1 de juliol quedava establert en tot el país l'estat de lloc, i que anava a mobilitzar tropes per combatre a la subversió, per iniciar ja la «batalla final».
Els Tribunals de Fur Especial, dirigits per funcionaris desconeguts, civils o militars, nomenats pel President, i que van jutjar i van condemnar, de forma dràstica i ràpida, de manera paral·lela a l'Organisme Judicial a més de cinc-centes persones culpades de pretendre violentar les institucions jurídiques, polítiques, econòmiques i socials del país eren un òrgan judicial subjecte al Poder Executiu. Els tribunals funcionaven sota jurisdicció del Ministeri de la Defensa, llavors a càrrec del general Mejía Víctores. En total, quinze persones van morir afusellades sense que hi hagués forma de provar el contrari, doncs en menys d'un mes des de la seva captura, els tribunals amb jutges anònims -sense rostre i sense registre- els van sentenciar a mort i mai van ser públics els arguments en què es basava la seva fallada. Es van jutjar, a més, a altres cinc-centes vuitanta-dues persones que no van ser condemnats a mort.
Quan es va publicar el decret llei dels Tribunals de Fur Especial, un dia després de la celebració del dia de l'exèrcit, l'1 de juliol de 1982, el govern de Ríos Montt no esperava que es donessin impugnacions, apel·lacions i menys empares; la llei -decret llei 46-82- deia: «Contra les resolucions dels Tribunals de Fur Especial que es dictin en aquesta classe de processos no es pot recórrer», per la qual cosa de la defensa s'esperava gairebé res o molt poc. Conrado Alonso, que va ser advocat defensor d'un dels acusats, va escriure el 1986 un llibre minuciós, que va titular 15 afusellats a l'alba. En el llibre apareixen fotos dels sentenciats, dels tribunals sense jutges, i de policies amb els fusells a la mà als afores del cementiri. Defensors que contra rellotge redactaven recursos d'empara abans de la mitjanit, i magistrats que els rebien, que anaven i venien, amb la notificació de suspensió, buscant des de les tres del matí, la seu inexistent dels Tribunals de Fur Especial, ja fora en el Palau Nacional o en el Segon Cos de la Policia Nacional, a un costat de l'església de la Mercè; gràcies a les diligències dels magistrats, la inexistència de la seu per als Tribunals de Fur Especial va quedar en evidència, a pesar que ja tenien més de sis mesos d'estar operant, i que el 18 de setembre de 1982 ja havien estat afusellades quatre persones.
Després de la visita de la Cort Interamericana de Drets Humans a la fi de 1982, Ríos Montt va decidir suspendre totes les execucions a pena de mort existents, sense que es donés a conèixer el nom dels condemnats, prenent en compte alguns suggeriments de l'organisme internacional de drets humans. Després de rebre l'informe de la CIDH, la llei sofriria modificacions; entre elles, que la defensa podia tenir almenys una participació discreta i la creació d'una segona instància per als processos sotmesos a aquests tribunals. El 14 de desembre de 1982, els canvis es van publicar en el Diari Oficial: Decreto Llei 111-82. La defensa va poder almenys activar un mecanisme dins del Sistema de Justícia Oficial, que encara que no va aconseguir evitar els afusellaments, almenys els va posposar per uns dies.
D'acord amb la Comissió per a l'Esclariment Històric, els Tribunals de Fur Especial van ser l'element de repressió urbà que es va implementar dins del projecte contrainsurgent de l'exèrcit; això va ser necessari perquè des de 1976, la guerrilla els partits polítics d'esquerra que estaven proscrits -com el Partit Guatemalenc del Treball- s'havien infiltrat en sindicats, organitzacions populars i fins i tot en les associacions estudiantils i les autoritats de la Universitat de Sant Carlos. Durant el govern de Lucas García van demostrar el seu poder de convocatòria i organització amb massives protestes al juliol i agost de 1978 que van posar en escac al govern, i després quan el govern va trobar -amb l'ajuda d'equip de còmput recomanat pel govern militar de l'Argentina i tècnics israelians- i va desmantellar trenta-cinc reductes guerrillers a la ciutat de Guatemala el 1981. El govern de Lucas García va incrementar la repressió per mitjà d'una ona de terror a la ciutat al punt que per 1982 l'esquerra subversiva estava desmantellada. En el cas dels Tribunals de Fur Especial, aquests van ser una continuïtat del pla militar des del govern, amb un canvi de cúpula gens més.
Entre el dimarts 22 de febrer i el 4 de març de 1983, els sis condemnats a mort van tornar a ser notícia. No havia estat fàcil, però els defensors havien aconseguit una audiència pública, per les sentències precipitades, els Tribunals de Fur Especial van cometre errors. El que quedava era demanar una vista pública dels sentenciats, a la qual el Ministeri de la Defensa es va mostrar contrari; però no va poder renyir amb la decisió dels magistrats de la Cort Suprema de Justica i de tal compte, enfront dels reporters, davant els magistrats de la CSJ, les càmeres de televisió, el Ministeri Públic, i l'absència dels jutges de Tribunal de Fur Especial, d'un a un, els sis condemnats podrien declarar. Aquest dia es va escoltar la repetició de les acusacions, la tortura, l'interrogatori exprés a què s'havia sotmès cadascun d'ells. La sala de vistes de l'Organisme Judicial estava plena. La veu entretallada dels acusats, com van recollir alguns periodistes de l'època, era alguna cosa que no deixava indiferent.
El 3 de març de 1983 el general Mejía Víctores, ministre de la Defensa, va obligar al fet que els magistrats de la CSJ anessin al Palau Nacional –la seu dels Tribunals de Fur Especial– perquè, finalment, revisessin els documents. Després de conferenciar amb els jutges en el Palau, els magistrats de la CSJ van trobar només petits errors, i en conseqüència els sentenciats serien afusellats. Deu hores més tard, els sis acusats –Héctor Adolfo Morales López, els germans Walter Vinicio i Sergio Roberto Marroquín González, Carlos Subuyuj Cuc, Pedro Raxón Tepet i Marco Antonio González–, arribaven de matinada al Cementiri General juntament amb l'escamot d'afusellament de policies i exèrcit i el mèdic forense. El que més es recorda d'aquells afusellaments va ser que el fet va ocórrer apnees uns dies abans de la visita del papa Joan Pau II, qui havia demanat indulgència per als condemnats.
Una setmana després, el general Mejía Víctores va anunciar nous afusellaments i altres penes severes. Els Tribunals de Fur Especial no només van condemnar a pena de mort, ja que segons el seu decret-llei, podien duplicar la pena de presó en les seves sentències. I es combinava entre la Policia Nacional a través del cos d'intel·ligència del Departament d'Investigacions Tècniques amb els oficials de l'exèrcit que actuaven com a jutges en els Tribunals de Fur Especial per decidir els qui eren jutjat en aquests tribunals.
Pel 30 d'abril de 1983, el Govern donava fe que el 80 per cent dels consignats havia quedat en llibertat, i s'explicaven, no obstant això, un total de 112 casos. Cap a juny de 1983 hi havia uns dos-cents presos en el Segon Cos de la Policia Nacional. Els tribunals es van mantenir durant tot el seu govern i no es va saber mai qui van ser els jutges en els Tribunals de Fur Especial.

## Cop d'estat de 1983
Plantilla:Caixa de cita
Al juny de 1983, el Departament de la Defensa dels Estats Units va rebre un missatge de la seva oficina d'intel·ligència a Guatemala, en el qual se li explicava que s'esperava un cop d'estat en contra de Ríos Montt, que podria ocórrer entre el 30 de juny -dia de l'Exèrcit- i el 2 d'agost -dia de la commemoració de l'aixecament dels cadets contra els liberacionistes-. Segons el comunicat nord-americà, el Ministre de la Defensa, Mejía Víctores seria reemplaçat per un militar afí als alçats, qui després del derrocament de Ríos Montt convocaria a eleccions per formar una assemblea nacional constituent en un termini de seixanta dia després que ocorregués el cop. La nova assemblea constituent seria el congrés interí, en el que es convocaria a eleccions generals, que els nord-americans consideraven seria en qüestió de tres anys després del derrocament de Ríos Montt. Les raons per les quals Ríos Montt seria enderrocat van ser llistades en el comunicat nord-americà:
- El general Ríos Montt era una figura pública molt popular que agradava a la premsa guatemalenca, però la gent s'havia desil·lusionat d'ell. Els seus últims missatges presidencials dominicals eren pràcticament sermons evangèlics en els quals deia la seva recordada frase «Vostè Papà, Vostè Mamà!» utilitzant nombroses variacions sobre el tema familiar, expressades amb creixent frenesí fins que acabaven els missatges.[5]
- Hi havia més corrupció ara que la que hi havia hagut als governs anteriors.[4]
- Una persona guatemalenca que actuava com a agent de la CIA va reportar que oficials del govern li demanaven fins al 20% en comissions per les compres que li feien.[4]
- El mateix agent va informar que hi havia alts funcionaris del govern de Ríos Montt que havien esborrat la frase «República de Guatemala», en les ordres de compra del govern, i la van substituir per l'expressió «Nova Guatemala», que es referia als cristians evangèlics en el poder amb Ríos Montt i que molestaven en gran manera a la majoria catòlica del país.[4]
- S'explicava també que Ríos Montt havia guanyat les eleccions de 1974, en què va resultar triomfador fraudulentament el general Kjell Eugenio Laugerud García; no obstant això, Ríos Montt va acceptar la derrota a canvi de ser nomenat agregat militar a Espanya i de rebre pagaments secrets de sis mil dòlars mensuals quan es trobava en aquest país.[4]
- Es deia també que el general havia estat malversant fons de l'estat per donar suport a la seva església evangèlica.
- Finalment, es deia que només els vint-i-dos oficials que havien forjat el cop d'estat del 23 de març de 1982 i l'esposa de Ríos Montt ho recolzaven en el govern.[4]

Contra el sospitat pels agents nord-americans, Ríos Montt va ser enderrocat el 8 d'agost de 1983 per un cop d'estat executat pel general Mejía Víctores. La resta de la informació del cable va ser correcte, perquè el nou Cap d'Estat qui en efecte va iniciar la transició cap als règims democràtics al país. La majoria de la informació recaptada pels serveis d'intel·ligència estatunidenca va resultar correcta.
La proclama inicial del cop d'estat la van signar els comandants de zones militars, els qui es van constituir en un ?Consell de Comandants? i van intentar formar un gabinet civil. Entre els membres del gabinet estava Fernando Andrade Díaz-Durán qui era propietari de bancs i amic personal de Rodolfo Llops Zamora i d'Héctor Nuila Hub els qui tenien fortes inversions en la Franja Transversal del Nord.

## Govern

### Tribunals de Fur Especial durant la seva gestió
Un dels periodistes li va preguntar al nou cap d'Estat les causes per les quals ell posarà fi a l'existència dels Tribunals de Fur Especial, quan mesos enrere ell els havia defensat i els va considerar necessaris. «Jo», va respondre Mejía Víctores, «en aquest moment complia amb la llei que estava en vigor. Ara que puc canviar aquesta llei, els considero innecessaris».
Com a objectius del cop, Mejía Víctores va indicar que aquests eren:
- respectar la institucionalitat de l'Estat
- respectar al Tribunal Suprem Electoral, a la Universitat de Sant Carlos de Guatemala, al Consell d'Estat, etc. i, sobretot,
- respectar a l'Organisme Judicial en la seva funció d'administrar justícia conforme la llei.[2]

El 12 d'agost de 1983, després d'un any i onze dies d'existència, el Govern va derogar la llei dels Tribunals de Fur Especial, després de publicar el decret 93-83. Però tot el sentenciat pels jutges secrets, segons deia la llei, havia de quedar resolt en menys d'un mes i com ja no hi ha afusellaments els procediments legals es van embullar. El 22 d'agost es va publicar un altre decret llei per a millor aplicació de l'anterior: el 99-83 i ja no es van restablir penes anteriors al 8 d'agost, dictades pels Tribunals de Fur Especial.
Les demandes en contra de tot el que havien executat els Tribunals de Fur Especial, no obstant això, van anar augmentant de to. Al juny de 1984 uns cinquanta reus sentenciats, des de la Granja Pavón van intentar denunciar amenaces de mort i extorsions i acusaven d'això als jutges secrets. Finalment, al juliol de 1984, Mejía Víctores va decretar l'indult total mitjançant el decret-llei 74-84.

### Pla de govern
Mejía Víctores es va recolzar en un Estatut Fonamental de Govern (Decreto Llei 11-86) redactat per l'advocat Manuel de Jesús Girón Tánchez i va convocar a una Assemblea Nacional Constituent. I mentre l'assemblea delibera sobre una nova Constitució, el Govern va donar marxa al pla de "Reassentament militaritzat de la població desplaçada" i es va implementar un projecte militar per a la transició. I com encara estava en marxa la Guerra Civil executen caminar el pla Fermesa 83, amb el qual va afermar el control sobre la població civil i va enfortir a les Patrulles d'Autodefensa Civil.

### Contrainsurgència
Quan Mejia Victores va assumir el poder, les activitats contrainsurgents de Lucas García i de Ríos Montt havien tingut un gran èxit en el seu objectiu de remoure la base civil de la guerrilla. A més, els serveis d'intel·ligència de l'Exèrcit de Guatemala (G-2) havien aconseguit infiltrar gairebé totes les institucions polítiques del país i havia erradicat als oponents al govern per mitjà de terror institucional i d'assassinats selectius. La contrainsurgència havia militaritzat a la societat guatemalenca, creant una atmosfera de terror que va suprimir les protestes populars i la insurrecció en si. La milícia havia consolidat el seu poder en pràcticament tots els sectors de la societat.
En 1983, l'activista indígena Rigoberta Menchú va publicar internacionalment les seves memòries durant el període de Lucas García i Ríos Montt en el seu llibre Em dic Rigoberta Menchú i així em va néixer la consciència, el qual va atreure moltíssima atenció internacional a la situació que es vivia a Guatemala. Menchú és la filla d'un dels capdavanters camperols que va ser assassinat durant la Crema de l'ambaixada d'Espanya el 31 de gener de 1980, i al moment de publicar el seu llibre havia estat altament entrenada i educada pels intel·lectuals esquerrans del país. Posteriorment, el 1992 -aprofitant la celebració dels Cinc-cents Anys del Descobriment d'Amèrica - va ser guardonada amb el Premi Nobel de la Pau pel seu treball a aconseguir una major justícia social. Les seves memòries van fer públiques les pràctiques de terrorisme institucional a Guatemala.
Després del cop de 1983, tant la comunitat d'intel·ligència estatunidenca com els observadors de drets humans van advertir que els casos d'abusos als drets humans a l'àrea rural van caure considerablement, però les activitats dels esquadrons de la mort a la ciutat es van incrementar. A més, mentre que els nivells d'execucions extrajudicials i de massacres van disminuir, els segrestos i desaparicions forçades es van incrementar. Aviat, la situació a la Ciutat de Guatemala va començar a semblar-se a la qual es vivia durant el govern de Lucas García. Durant el primer mes de Mejía Víctores el nombre de segrestos mensuals documentats es va incrementar de dotze a l'agost a cinquanta-sis al setembre. Entre les víctimes hi havia empleats de l'Agència Internacional per al Desenvolupament (AID) dels Estats Units, membres de partits polítics d'esquerra moderada i d'esquerra radical, i sacerdots catòlics. En un reporti per a les Nacions Unides, la Comissió de Drets Humans per a Guatemala, va reportar set-centes tretze execucions extrajudicials i cinc-centes sis desaparicions a Guatemala entre gener i setembre de 1984. Un missatge secret del departament de la Defensa dels Estats Units al març de 1986 indicava que del 8 d'agost de 1983 al 31 de desembre de 1985, va haver-hi un total de dos mil vuit-cents vuitanta-tres segrestos; i que els segrestos van estimar una mitjana de cent trenta-set al mes durant 1984. L'informe va associar aquests fets a un programa sistemàtic de les forces de seguretat de Mejía Víctores, indicant que encara que hi havia activitat criminal i persones que desapareixien pel seu compte, les forces de seguretat i els grups paramilitars eren responsables de la majoria de les desaparicions. Els grups insurgents no segresten normalment com a part de les seves activitats subversives.
Igual que durant el govern de Lucas García, part del modus operant de la repressió governamental incloïa interrogatoris en bases militars, estacions de policia i en cases de seguretat del govern. La informació sobre possible connexions amb els insurgents s'obtenia mitjançant tortures. Les forces de seguretat utilitzaven aquesta informació per fer batudes de possibles reductors guerrillers a la Ciutat de Guatemala. En aquest procés, el govern va capturar secretament a centenars d'individus els qui van desaparèixer sense deixar rastre, o que si ho van fer, va ser quan es va trobar el seu cadàver torturat i mutilat. Entre 1984 i 1986, la policia secreta de la G-2 va mantenir el seu centre d'operacions contrainsurgents en el sud-oest de Guatemala a la base militar de Retalhuleu. Allí, la G-2 operava un centre clandestí d'operacions per interrogar als sospitosos de ser guerrillers o col·laboradors dels insurgents. Els sospitosos eren capturats en pous plens d'aigua localitzats en el perímetre de la base, on es col·locava una reixa per evitar que els presoners s'ofeguessin. Els cossos dels presoners que morien o que havien estat assenyalats per a la seva desaparició eren portats en avions IAI Arava i llançats sobre l'Oceà Pacífic en els anomenats «vols de la mort».

### Transició a govern civil
Mejía Víctores va engegar els plans de campanya "Retrobament Institucional 84" i "Estabilitat Nacional 85", amb forta èmfasi política per orientar la transició, però continua amb la fustigació i eliminació selectiva d'alguns dirigents populars, entre ells el catedràtic universitari Santiago López Aguilar.

### Protestes populars
Durant el govern de Mejía Víctores va néixer el Grup de Suport Mutu -GAM liderat per Nineth Montenegro i també va cobrar una força considerable la Coordinadora d'Estudiants d'Educació Mitjana -CEEM-, formada per estudiants de l'Institut Nacional Central per a Homes, l'Institut Normal Central per a Senyoretes Belén i l'Institut Rafael Aqueche- la qual va organitzar massives protestes al setembre de 1985 en contra de l'alça dels preus dels transports públics.
Almenys deu persones van morir a la Ciutat de Guatemala en l'onada de disturbis urbans més extensos des de les protestes contra el govern de Fernando Romeo Lucas García a l'agost de 1978. Els disturbis es van iniciar amb manifestacions populars contra l'alça del preu del transport públic però després es van generalitzar contra la situació econòmica que vivia el país en aquest moment. Incendi d'autobusos urbans, presa de carrers i manifestacions massives que van resultar en destrosses de la infraestructura pública van ocórrer gairebé cada dia.
El govern va respondre amb tres mil soldats de l'Exèrcit, recolzats per blindats lleugers, i amb forces de l'escamot antimotins de la Policia Nacional, els qui van ser desplegats en àrees cèntriques i perifèriques de la ciutat. També, la nit del 3 de setembre la Universitat de Sant Carlos de Guatemala va ser ocupada militarment i es va dir que en el seu interior es va trobar un polígon de tir subterrani i propaganda subversiva.
Diversos centenars de persones van ser detingudes i el general Mejía Víctores es va dirigir al país mitjançant una al·locució radiotelevisada en la qual va anunciar mesures per atallar l'agitació social regnant. El general Mejía va anunciar el tancament de centres docents fins a un altre avís i la congelació de preus dels articles de consum; al final, com a part de la solució del procés es va atorgar un bo estudiantil perquè els estudiants d'educació primària i mitjana es transportessin gratuïtament en els busos urbans.
Però els mestres continuaven en vaga; per dissoldre el moviment, ja que havia pal·liat la situació amb els estudiants, Mejía Víctores va oferir Q50 d'augment, que el magisteri inicialment va rebutjar, demanant que aquesta quantitat fos sumada a la base i no a la bonificació, la qual cosa va enfuriar a Mejía Víctores i a la llavors ministra d'Educació, Aracely Samayoa de Pineda, qui mostrava passivitat davant el moviment. Davant això, Mejía Víctores va emetre el 24 de setembre d'aquest any l'Acord 685-85, sobre promoció automàtica de grau, i va anunciar en cadena nacional que el cicle lectiu acabava el 25 de setembre, a les 8 hores.
Els mestres, que havien estat en assemblea permanent en l'Institut Nacional Central per a Homes, van demanar que no s'apliqués aquesta mesura, i van advertir que no lliurarien registres de qualificacions dels alumnes fins que l'Executiu fes marxa enrere amb aquest acord; però el 3 d'octubre, Mejía Víctores va trencar el diàleg amb els mestres i va manifestar que no derogaria l'acord 865-85, i a més va advertir que el Govern no estava en disposició d'atorgar més de Q50 d'augment. L'Associació de Periodistes de Guatemala (APG), que va servir d'intermediària entre el governant i els mestres, va veure frustrat el seu intent de conciliar a ambdues parts a causa que Mejía Víctores va ser recalcitrant i va dir que el diàleg s'havia trencat, i que la promoció automàtica estava en marxa, declarant en forma taxativa: «No serà derogat tampoc l'acord governatiu que dona lloc a la promoció automàtica dels estudiants».
Respecte dels graduands, la ministra d'Educació va mostrar els títols que serien atorgats, els quals eren similars als lliurats en anys anteriors; però perquè la disposició fos acatada, Samayoa de Pineda va ordenar als supervisors que tots els quadres finals d'avaluació portessin un segell que deia «Promogut segons Acord 685-85». El Magisteri es va mostrar indignat davant la disposició del cap d'Estat, però va haver d'acceptar la promoció per decret i retornar a les seves bases pràcticament amb les mans buides.

### Polarització de la societat guatemalenca
Durant aquests disturbis van fer la seva aparició grups organitzats de bergants d'àrees marginals de la Ciutat de Guatemala, els qui s'autodenominarien posteriorment com les maras i que van estar influenciades per l'estil de ball breakdance que portaven a Guatemala els joves deportats dels Estats Units. Van ser anomenats despectivament com «breaks» pels joves de les classes mitjanes i altes, principalment en la Ciutat de Guatemala i no era estrany veure que hi hagués altercats entre membres d'una i una altra agrupació als carrers de la ciutat moltes vegades originats simplement per la forma de vestir dels uns i els altres.Plantilla:Cr

### Assemblea Nacional Constituent
Va ser l'últim govern militar de Guatemala al segle xx, després d'una sèrie de governs militars. Durant el seu govern es convoca a una assemblea constituent, sancionada el 1985, sota la qual va convocar a les eleccions generals del 3 de novembre de 1985 i es va restaurar la democràcia formal, posant fi als règims militars, per donar-li pas a governs civils. Va lliurar el poder el 14 de gener de 1986 en mans del guanyador de les eleccions presidencials, llicenciat Vinicio Cerezo.

## Mort
Mejía Víctores va morir en el matí de l'1 de febrer de 2016, a les vuit del matí; el seu enterrament va ser exprés. Segons el portaveu de l'exèrcit de Guatemala, se li havien d'haver donat honres fúnebres com a ex cap d'estat, però va indicar que la institució respecta el dol de la família Mejía.